# Neotrichia negroensis
Neotrichia negroensis is een schietmot uit de familie Hydroptilidae. De soort komt voor in het Neotropisch gebied.